# 坎塞
坎塞（法語：Quincey，法語發音：[kɛ̃sɛ]）是法国上索恩省的一个市镇，属于沃苏勒区。

## 地理
坎塞（47°36'46"N, 6°11'7"E）面积12.63 平方千米，位于法国勃艮第-弗朗什-孔泰大區上索恩省，该省份为法国东部内陆省份，北起顺时针与孚日省、贝尔福地区省、杜省、汝拉省、科多尔省和上马恩省接壤。
与坎塞接壤的市镇（或旧市镇、城区）包括：弗罗泰莱沃苏勒、科隆布莱沃苏勒、拉德米、纳韦讷、讷雷莱拉德米、沃苏勒、维莱勒塞克。

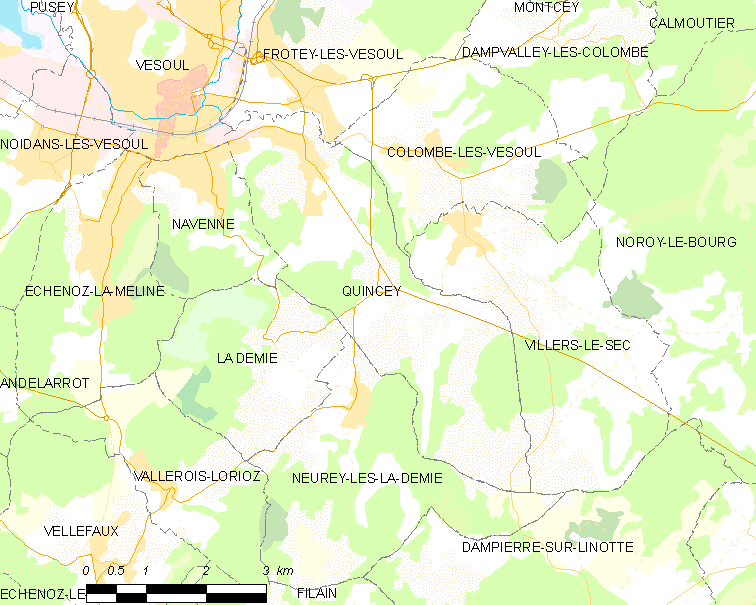
坎塞的OSM定位图

坎塞的时区为UTC+01:00、UTC+02:00（夏令时）。

## 行政
坎塞的邮政编码为70000，INSEE市镇编码为70433。

## 政治
坎塞所属的省级选区为沃苏勒第二县。

## 人口

1962-2008年间坎塞人口变化图示

坎塞于2022年1月1日时的人口数量为1359人。